# Heilig-Kreuz-Kirche (Ermetzhofen)

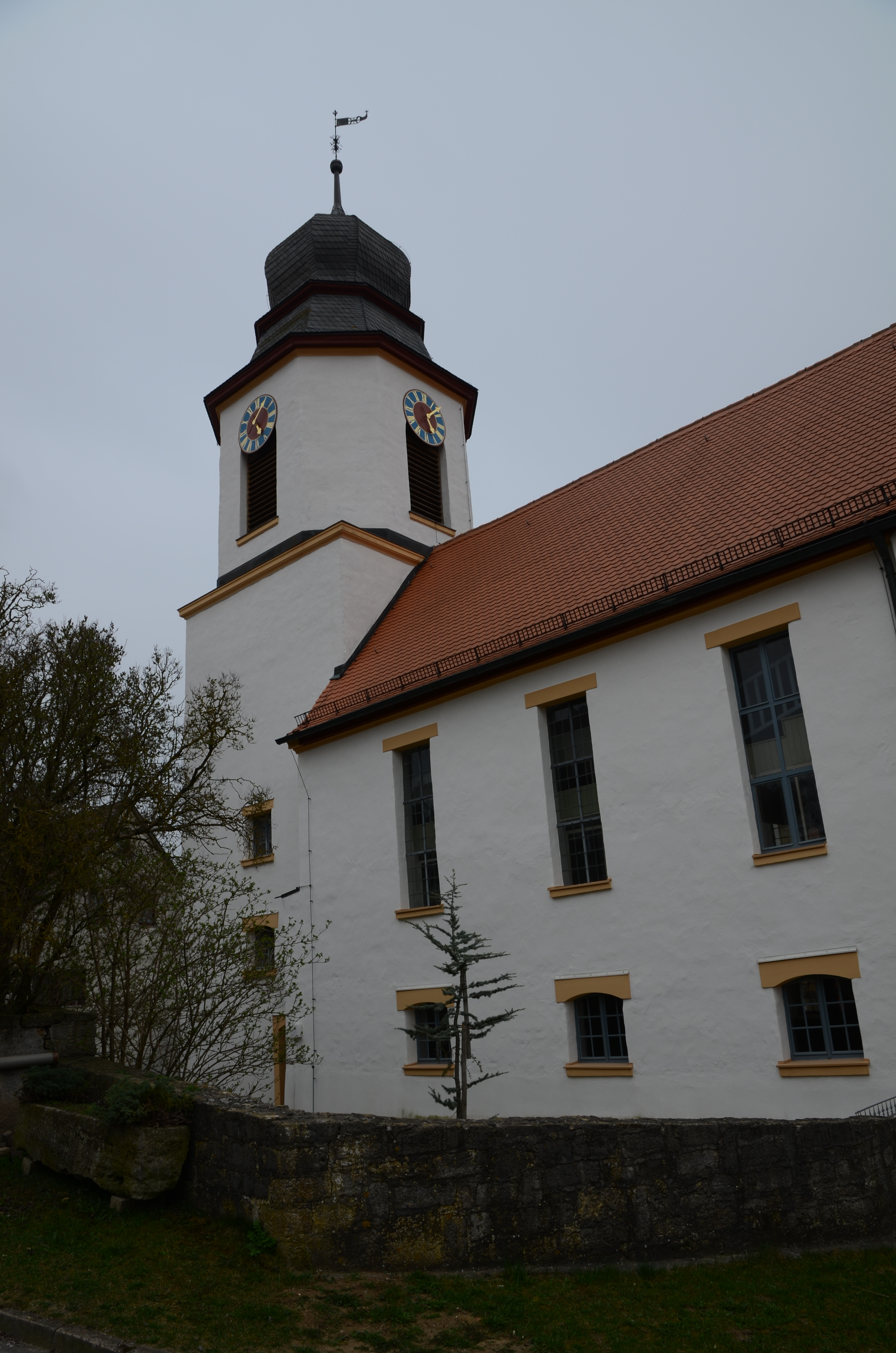
Ermetzhofen, Heilig-Kreuz-Kirche

Die evangelische Heilig-Kreuz-Kirche ist ein denkmalgeschütztes Kirchengebäude, das in Ermetzhofen steht, einem Gemeindeteil der Gemeinde Ergersheim im Landkreis Neustadt an der Aisch-Bad Windsheim (Mittelfranken, Bayern). Das Bauwerk ist unter der Denkmalnummer D-5-75-122-13 als Baudenkmal in der Bayerischen Denkmalliste eingetragen. Die Kirchengemeinde gehört zur Pfarrei Ermetzhofen des Dekanats Uffenheim im Kirchenkreis Ansbach-Würzburg der Evangelisch-Lutherischen Kirche in Bayern.

## Beschreibung
Der Chorturm der Saalkirche wurde im 15. Jahrhundert errichtet. 1698 wurde das mit einem Satteldach bedeckte Langhaus aus drei Jochen auf alten Grundmauern neu aufgebaut und der Chorturm um ein achteckiges Geschoss aufgestockt, das die Turmuhr und den Glockenstuhl mit vier, von der Glockengießerei Bachert gegossenen Kirchenglocken beherbergt. Darauf sitzt ein schiefergedeckter, achteckiger Aufsatz, der von einer gebauchten Haube bedeckt ist. 1752 wurde die Kirche nach Plänen von Johann David Steingruber im Markgrafenstil umgestaltet. Vor dem Langhaus wurde im Westen ein Anbau für ein Treppenhaus errichtet. 
Der Innenraum des Langhauses hat im Westen und Norden doppelstöckige Emporen. Die Orgel steht auf einer separaten Empore an der Ostwand, in die die Kanzel integriert ist.